# 磁化の移動
核磁気共鳴における磁化の移動（じかのいどう）または分極移動とは、あるスピンから別のスピンへ磁化が移動する現象のことである。
磁化移動を用いたNMR分析法の代表例を以下に示す。
- 核オーバーハウザー効果：磁気双極子相互作用による交差緩和。
- 交差分極（CP）：固体中の磁気双極子相互作用を利用した、回転座標系での磁化移動。
- INEPT：スピン結合を利用して1Hの磁化を13Cや15Nへ移動させる方法。溶液で用いられる。
- DEPT：INEPTを改良したもの。